# You're the One - Una Historia de Entonces
You're the One - Una Historia de Entonces è un film del 2000 diretto da José Luis Garci.

## Riconoscimenti
- Premi Goya 2001
  - migliore attrice non protagonista (Julia Gutiérrez Caba)
  - miglior produzione
  - miglior fotografia
  - miglior montaggio
  - miglior scenografia